# ラインハルト・ゲーレン
ラインハルト・ゲーレン（Reinhard Gehlen、1902年4月3日 - 1979年6月8日）は、ドイツの軍人、官僚。陸軍少将。
第二次世界大戦中に対ソ連諜報を担当する陸軍参謀本部東方外国軍課の課長を務め、戦後はアメリカに接近。その諜報経験を活かして、協力と引き換えにナチス党政権下での活動追及を免れ西側陣営諜報機関の要員として厚遇された。西ドイツの情報機関である連邦情報局 (BND) の初代長官を務めた。
哲学者・人間学者のアルノルト・ゲーレンは従兄弟である。

## 来歴

### 軍歴
プロイセンの中産階級出身。エアフルト生まれで、父親は元陸軍少尉だった。第一次世界大戦後に軍に入り、その後参謀本部の訓練生として入る。1933年から参謀将校の教育を受ける。1936年にアドルフ・ホイジンガー大佐の参謀本部第1部の作戦課に配属される。

### 諜報
第二次世界大戦中、東部戦線の停滞が目立ち始めた1942年に陸軍参謀本部第12部の責任者となる。この第12部は、東部戦線の諜報を担当していた。ゲーレンはソ連に反発するバルト諸国出身者やソ連軍捕虜を活用して広範囲な対ソ諜報網を立ち上げる。捕虜となった赤軍のアンドレイ・ウラソフ将軍を反共祖国解放軍の指揮官に持ち上げ、反ソ宣伝に活用した。
国防軍情報部のカナリス海軍大将、国家保安本部の外国諜報部門である第VI局のヴァルター・シェレンベルク親衛隊少将と並んでドイツの諜報活動の中心人物の一人となった。
戦争末期にもなると、ゲーレンによる諜報報告は悲観的なものばかりとなり、1944年12月25日にはヒトラーから一喝され、また、翌年1945年1月9日にはハインツ・グデーリアンがゲーレンが作成したソ連の戦力配置図を上申し、ソ連側が圧倒的に有利であり、ドイツ軍は大きく撤退するしかないと訴え出ていたが、ヒトラーはゲーレンを精神病院にでも入れてしまえと激怒し、取り合わなかった。グデーリアンはゲーレンの能力を買っていたため、ゲーレンをかばい、ゲーレンが狂人とするならば自分も精神病院に入れるべきだとも主張した。そして、この3日後の1月12日に、ヴィスワ＝オーデル攻勢が開始された。
こうして、1945年3月28日にグデーリアンは休暇を命じられ（事実上の解任）、4月9日にはゲーレンは一方的に軍を解雇される。
軍を解雇されたゲーレンは、バイエルン州の山間に引きこもって、参謀本部のかつての仲間と善後策を検討し、アメリカ軍と交渉することを決定する。

### アメリカ軍に投降

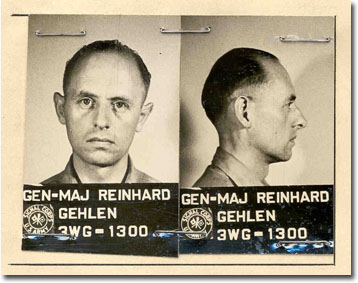
捕虜となったゲーレン少将の写真（1945年のアメリカ軍文書）

1945年5月22日、バイエルン州のフィッツハウゼンでアメリカ軍に降伏する。ゲーレンはソ連軍の軍事情報は西側の占領地に隠ぺいし、アメリカ軍の尋問の際に戦争中の自らの地位と役割を説明し、売り込みを図るが、当初は相手にされなかった。しかし、様々なドイツ軍人の尋問をしていくうちに、ゲーレンの名前が必ず上がっていたため、ゲーレンの価値が認められた。
戦時中に強制収容所の赤軍捕虜に対して、ドイツ側に協力的ではない捕虜の食糧配給の停止や尋問の際に拷問を行うなど、残忍な仕打ちが問題視されていたにもかかわらず、ゲーレンはアメリカへの密入国に成功した。この判断には、CIAの前身であるOSS（戦略情報局）の創設者ウィリアム・ドノバンやCIA第5代長官アレン・ダレスなども関わっていたとされる。

### ゲーレン機関

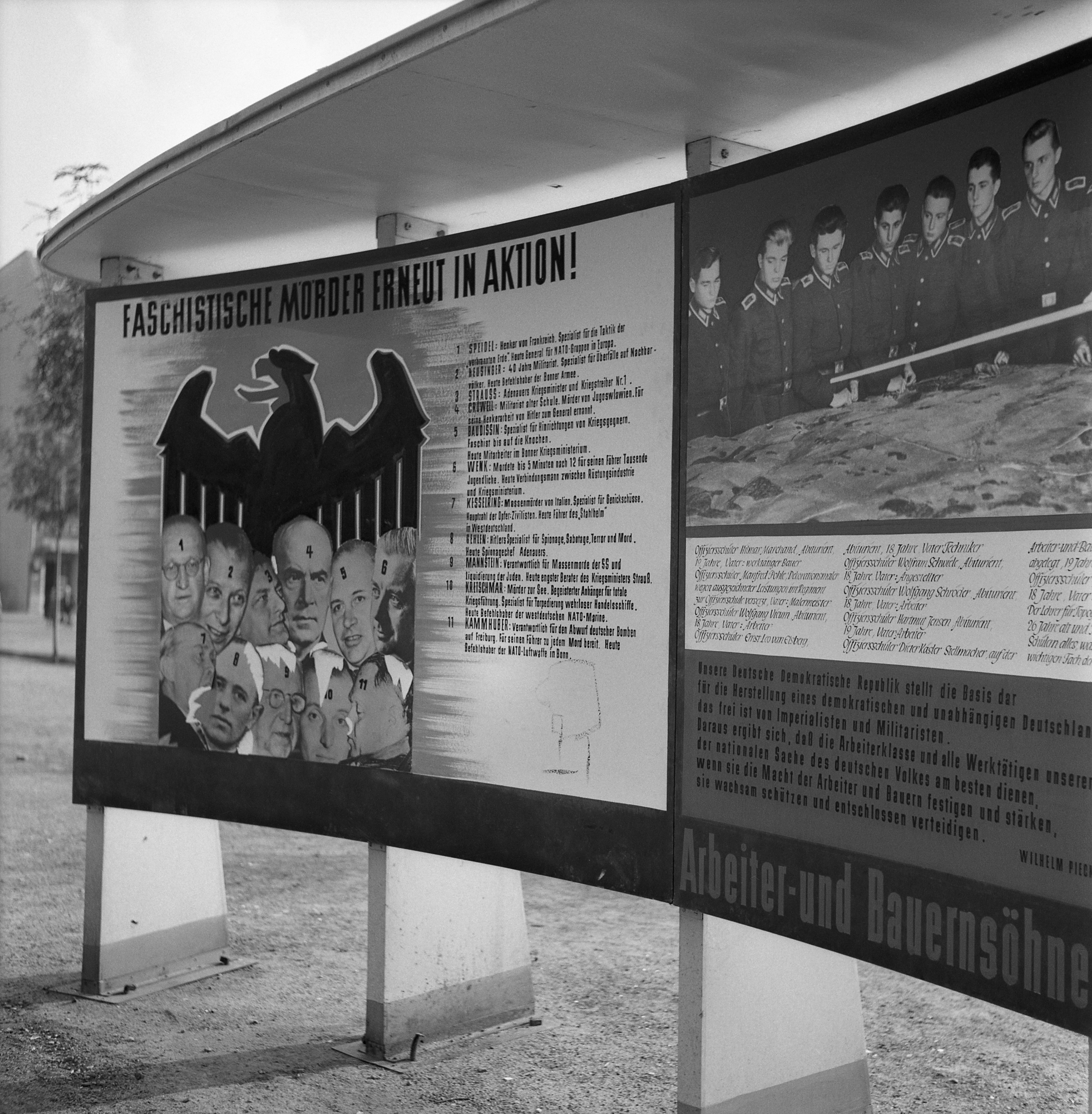
東ドイツが宣伝していた西ドイツで要職を務めるナチス残党の掲示8番がゲーレン

ゲーレンは1946年2月に釈放され、アメリカ軍情報機関に協力して生き残り、「ゲーレン機関」を設立した。ゲーレン機関は設立後、間もない1947年12月6日にバイエルン州プラッハに移転した。ゲーレン機関とは戦後初期にアメリカ軍の後押しで組織された対ソ諜報組織であり、名称は彼の名前に由来する。アメリカ軍は、冷戦に備えて対ソ諜報網の重要性を認識し、ゲーレンを手厚く保護、彼が組織したスパイ網を利用した。ゲーレンはアメリカから資金提供を受け、CIAと協力し対ソ諜報戦の中心人物となる。
ゲーレンは、ゲーレン機関の局員としてナチスの戦犯を雇わないことを対外的に謳っていたものの、アメリカから局員のリストの提出要望は拒否した。また、SSやゲシュタポの局員も、当初は雇わない方針を打ち出していたが、冷戦という情勢を鑑みその方針を覆し、経歴に問題ないことを確認した上でのみ採用と、採用人数も最小限に抑えることにした。ナチス時代のゲシュタポなどの情報機関出身者がゲーレン機関に占める割合は、1951年時点では、6.1 %、1963年には、0.85 %と比率が下がったが、採用を減らしたというよりは、戦後18年も経過したため、自然減となった結果である。
ゲーレン機関のスパイ網は冷戦下において広くソ連・東欧諸国に張り巡らされ、1955年に創設された西ドイツの諜報機関であるドイツ連邦情報局 (BND) の初代局長をつとめ、冷戦下のNATO諸国の主要情報源となった。

### 引退
ゲーレンは、ドイツの週刊誌『デア・シュピーゲル』と昵懇の関係にあった。だが、一方で1962年時点で、フランツ・ヨーゼフ・シュトラウス国防大臣とも良好な関係を築こうとしていた。そんな折、シュピーゲル事件が発生する。デア・シュピーゲル誌の1962年10月10日号で、NATOの演習に関して、ドイツの防衛政策を批判する記事を掲載される。当該記事を読んだシュトラウスはデア・シュピーゲルに対して、軍事機密を漏洩したと非難し、シュトラウスは、警察の動員と、ゲーレンに対して、BNDの協力要請を取り付けた。しかしBNDの局員はこの動きをシュピーゲル誌に伝えるなど、どちらつかずの態度をとったため、ゲーレンは、首相のコンラート・アデナウアーから非難された。失策を喫したゲーレンは、その後もBNDの長官に収まっていたが、政治的影響力を完全に失った。
1968年に引退したゲーレンは、BND本部が置かれたバイエルン州プラッハに程近い、シュタルンベルク湖畔のベルク（シュタルンベルク湖）で晩年を過ごした。

## 文献

### 著作
- ラインハルト・ゲ−レン『諜報・工作  ラインハルト・ゲーレン回顧録』赤羽龍夫 訳、読売新聞社、1973年

### 伝記ほか
- E.H.クックリッジ（E.H.Cookridge）『ゲーレン  世紀の大スパイ』向後英一 訳、角川文庫、1974年
- ユルゲン・トールヴァルト（de:Jürgen Thorwald）『幻影  ヒトラーの側で戦った赤軍兵たちの物語』松谷健二 訳、フジ出版社、1978年
- Heinz Höhne, Der Krieg im Dunkeln, Die Geschichte der deutsch-russishen Spionage, Gondrom, ISBN 3-8112-1009-2, 1993